# Jean-Marie Londeix
Pour les articles homonymes, voir Londeix.
Jean-Marie Londeix, né à Arveyres (Gironde) le 20 septembre 1932 et mort le 2 mars 2025 à Bordeaux,, est un saxophoniste français.

## Biographie
Élève de Marcel Mule et de Jean Rivier, Jean-Marie Londeix est premier prix au Conservatoire de Paris en 1953 (classe de Marcel Mule), puis professeur de saxophone au conservatoire de Dijon durant dix-huit ans, et enfin au conservatoire de Bordeaux. Invité régulièrement dans des universités américaines et dans divers pays, il se fait le défenseur de son instrument dans le répertoire classique.

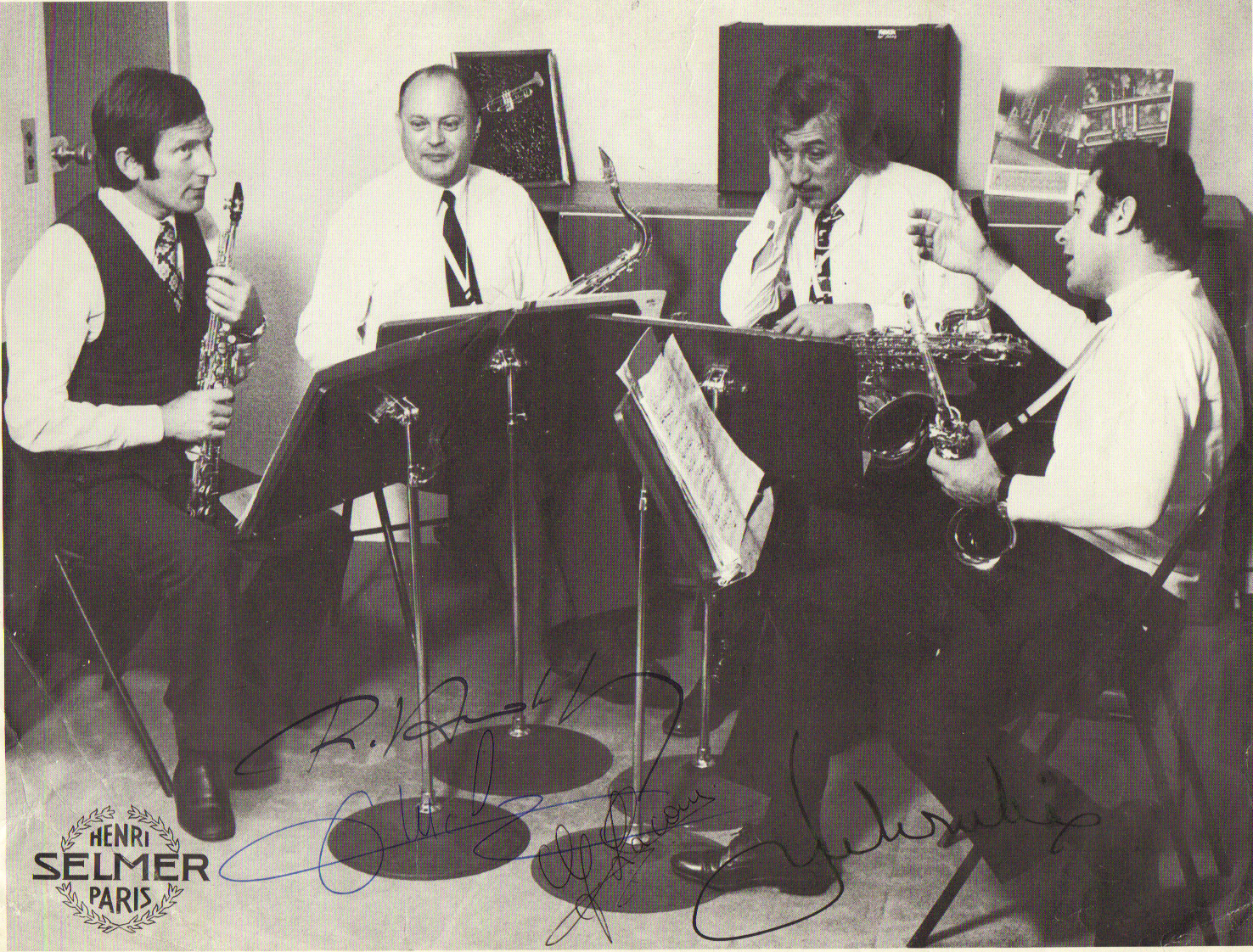
L'Ensemble de saxophones français : Jacques Melzer (soprano), Jean-Marie Londeix (alto), (ténor), Roland Audefroy (baryton) en 1970.

Il a fondé un quatuor de saxophones nommé Ensemble de saxophones français avec Roland Audefroy, Guy Lacour (en) et Jacques Melzer, puis l'Ensemble de Saxophones de Bordeaux, formé de douze saxophones.
Il a écrit trois ouvrages sur le répertoire du saxophone, mais aussi une méthode en 5 volumes, des études, des pièces didactiques et de nombreuses transcriptions. Il a sollicité de nombreux compositeurs dont il a créé les œuvres, entre autres la Sonate d'Edison Denisov. Il n'a cessé de faire évoluer le répertoire du saxophone, travaillant avec notamment Christian Lauba ou François Rossé au développement d'un répertoire idiomatique spécifique. Il s'est particulièrement intéressé aux possibilités musicales ouvertes par le développement des nouvelles techniques.
Il a fondé en 1971 l’AsSaFra (ASsociation des SAxophonistes de FRAnce), « la première association d’instrumentistes jamais formée dans le monde » selon ses propres termes. Son association a joué un rôle indéniable dans la place du saxophone dans le monde d'aujourd'hui. L'AsSaFra existe toujours et est devenue aujourd'hui l'A.SAX (Association des SAXophonistes).

## Discographie (partielle)
- Jean-Marie Londeix - Portrait. Private Recordings, vol. 1-4, avec des œuvres notamment de Paule Maurice, Marius Constant, André Amellér, Pierre-Max Dubois, Charles Koechlin, Alfred Desenclos, Paul Hindemith, Edison Denisov, Ida Gotkovsky, Lucie Robert-Diessel, Marc Eychenne, Guy Lacour, Pierre-Max Dubois, Claude Delvincourt, Darius Milhaud, Paul Creston, Jeanine Rueff, Florent Schmitt, Jacques Ibert, Paul Bonneau et Claude Debussy, coffret de 4 CD, Musikproduktion Dabringhaus und Grimm, 2006 MDG 642 1416-2

## Ouvrage
- Jean-Marie Londeix, 125 ans de musique pour saxophone, Paris, Leduc, 1971, 400 p..